# 和歌山県立有田中央高等学校
和歌山県立有田中央高等学校（わかやまけんりつありだちゅうおうこうとうがっこう）は、和歌山県有田郡有田川町にある公立の高等学校である。

## 設置学科・系列
総合学科
- 福祉系列
- 家庭系列
  - 食育コース
  - 保育コース
- 普通系列
- 体育系列
- 情報系列
- 商業系列
- 芸術系列
  - 音楽コース
  - 美術コース
  - 書道コース
- 農業系列
  - 進学コース
  - 経営コース

## 沿革
- 1907年 - 藤並村・田殿村・御霊村組合立吉備実業学校として開校。
- 1944年 - 組合立和歌山県吉備農業学校と改称。
- 1947年 - 和歌山県に移管し和歌山県立吉備農業学校と改称。
- 1948年 - 学制改革により和歌山県立吉備高等学校となる。
- 1997年 - 総合学科のみの高校となり現校名に改称。

## 出身者
- 岡本哲司（元プロ野球選手）
- 藤村雅人（元プロ野球選手）
- 生駒雅紀（元プロ野球選手）